# Colibrí puntablanc oriental
El colibrí puntablanc oriental (Urosticte ruficrissa) és una espècie d'ocell de la família dels troquílids (Trochilidae) que habita boscos i garrigues dels Andes, al sud de Colòmbia, est de l'Equador.